# جمهوری شوروی سوسیالیستی تاجیکستان
جمهوری سوسیالیستی تاجیکستان شوروی نامی بود که در سال‌های ۱۹۲۹ تا ۱۹۹۱ به تاجیکستان داده شده بود؛ زیرا طی آن سال‌ها این منطقه بخشی از اتحاد جماهیر شوروی سوسیالیستی بود.
نام این جمهوری به فارسی تاجیکی رسپوبلیکهٔ سوویتیِ سوسیالیستی تاجیکستان (Республикаи Советии Социалистии Тоҷикистон) خوانده می‌شود. این جمهوری در ۱۴ اکتبر ۱۹۲۴ به صورت بخشی از جمهوری سوسیالیستی ازبکستان شوروی به وجود آمد و در ۵ دسامبر ۱۹۲۹ یک جمهوری مستقل شد.

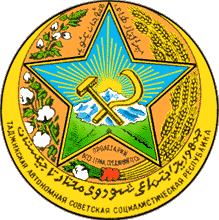
نشان جمهوری شوروی سوسیالیستی تاجیکستان در سالهای ۱۹۲۴ تا ۱۹۲۹.

 این جمهوری در ۹ سپتامبر ۱۹۹۱ از شوروی جدا و اعلام استقلال نمود و نام جمهوری تاجیکستان را برای خود برگزید. از نظر جغرافیایی، تاجیکستان با وسعتی معادل ۱۴۳۱۰۰ کیلومتر مربع (۵۵۳۰۰ مایل مربع) در جنوب با افغانستان، در شرق با چین، در جنوب با پاکستان که توسط گذرگاه باریک واخان از هم جدا شده، و در داخل با جمهوری‌های شوروی هم‌جوار ازبکستان در غرب و قرقیزستان در شمال هم‌مرز بود. قابل توجه است که تاجیکستان تنها جمهوری اتحاد جماهیر شوروی بود که توسط بیش از یک جمهوری دیگر از روسیه شوروی جدا شده بود.

## تاریخچه
جمهوری در نتیجهٔ تقسیمات ملی-سرزمینی در آسیای میانه در چهاردهم اکتبر هزار و نهصد و بیست و چهار میلادی به عنوان جمهوری سوسیالیستی خودمختار شوروی تاجیکستان (تاجیکستان شوروی) در ترکیب جمهوری سوسیالیستی ازبکستان شوروی تأسیس شد.
سومین کنگره فوق‌العاده شوراهای اتحاد جماهیر شوروی در شانزدهم اکتبر هزار و نهصد و بیست و نه میلادی، اعلامیه تبدیل جمهوری سوسیالیستی خودمختار شوروی تاجیکستان به جمهوری سوسیالیستی شوروی تاجیکستان را تصویب کرد، که شامل استان خودمختار بدخشان کوهستانی، مناطق گرم، حصار، کولاب، قرغان‌تپه، پنجکنت، اورا-تپه و همچنین منطقه خجند که از جمهوری سوسیالیستی ازبکستان شوروی منتقل شده بود، می‌شد. جمهوری سوسیالیستی شوروی تاجیکستان هفتمین جمهوری متحد در ترکیب اتحاد جماهیر شوروی شد. مساحت جمهوری سوسیالیستی شوروی تاجیکستان صد و چهل و دو و نیم هزار کیلومتر مربع و جمعیت آن یک میلیون و صد و پنجاه هزار نفر بود که هفتاد و دو درصد جمعیت را تاجیک‌ها تشکیل می‌دادند. در دهه‌های هزار و نهصد و پنجاه و هزار و نهصد و شصت میلادی، مناطق متچینسکی و ظفرآباد کنونی از ترکیب جمهوری سوسیالیستی ازبکستان شوروی منتقل شدند.
از پنجم دسامبر هزار و نهصد و بیست و نه میلادی — جمهوری مستقیماً در ترکیب اتحاد جماهیر شوروی قرار گرفت. نام رسمی جمهوری به زبان روسی از پنجم دسامبر هزار و نهصد و سی و شش میلادی تغییر کرد — جمهوری سوسیالیستی شوروی تاجیکستان، در زبان تاجیکی در دوره‌های مختلف، گونه‌های مختلفی از نام‌های یکسان رایج بود: روسی «سوویت» — فارسی «شورا»، اروپایی «جمهوری» — عربی «جمهوریه». به همین دلیل، جمهوری در سال‌های هزار و نهصد و بیست و نه تا هزار و نهصد و سی و هشت میلادی تاجیکی: Ҷумҳурии Советии Сотсиалистии Тоҷикистон، در سال‌های هزار و نهصد و سی و هشت تا هزار و نهصد و هشتاد و نه میلادی — تاجیکی: Республикаи Советии Сотсиалистии Тоҷикистон و از سال هزار و نهصد و هشتاد و نه میلادی — تاجیکی: Ҷумҳурии Шӯравии Сосиалистии Тоҷикистон نامیده می‌شد.
در سی و یکم اوت هزار و نهصد و نود و یک میلادی، شورای عالی جمهوری سوسیالیستی شوروی تاجیکستان، نام جمهوری را به جمهوری تاجیکستان تغییر داد — تاجیکی: Ҷумҳурии Тоҷикистон، که با ماده ۷۱ قانون اساسی اتحاد جماهیر شوروی مطابقت نداشت.
در نهم سپتامبر هزار و نهصد و نود و یک میلادی، شورای عالی تاجیکستان استقلال جمهوری را اعلام کرد.
جمهوری تاجیکستان (جمهوری سوسیالیستی شوروی تاجیکستان) رسماً تا زمان فروپاشی اتحاد جماهیر شوروی در بیست و ششم دسامبر هزار و نهصد و نود و یک میلادی در ترکیب آن باقی ماند، زیرا رویه‌های پیش‌بینی‌شده در قانون اتحاد جماهیر شوروی «درباره رویه حل مسائل مربوط به خروج جمهوری متحد از اتحاد جماهیر شوروی» از سوم آوریل هزار و نهصد و نود میلادی رعایت نشده بود.

## رهبری
رهبری عالی از زمان تأسیس تا اعلام استقلال توسط حزب کمونیست تاجیکستان در ترکیب حزب کمونیست اتحاد جماهیر شوروی انجام می‌شد. بالاترین نهاد حزب کمونیست، کمیته مرکزی (ک‌م) بود و دبیر اول کمیته مرکزی حزب کمونیست تاجیکستان رهبر بالفعل جمهوری بود:

### فهرست دبیران اول کمیته مرکزی حزب کمونیست تاجیکستان
```
* 
میرزا داوود حسینوف
 (فوریه ۱۹۳۰ – ۲۳ دسامبر ۱۹۳۳)
* 
گریگوری برویدو
 (۱۹۳۳–۱۹۳۴)
* 
سورن شادونتس
 (ژانویه ۱۹۳۴ – سپتامبر ۱۹۳۷)
* 
ارونبای عاشورف
 (سپتامبر ۱۹۳۷ – مارس ۱۹۳۸)
* 
دمیتری پروتوپوپوف
 (آوریل ۱۹۳۸ – اوت ۱۹۴۶)
* 
باباجان غفورف
 (۱۶ اوت ۱۹۴۶ – ۲۴ مه ۱۹۵۶)
* 
تورسون اولجابایف
 (۲۴ مه ۱۹۵۶ – ۱۲ آوریل ۱۹۶۱)
* 
جبار رسولف
 (۱۲ آوریل ۱۹۶۱ – ۴ آوریل ۱۹۸۲)
* 
رحمان نبی‌اف
 (۲۰ آوریل ۱۹۸۲ – ۱۴ دسامبر ۱۹۸۵)
* 
قهار محکموف
 (۱۴ دسامبر ۱۹۸۵ – ۳۱ اوت ۱۹۹۱)
```

در دوران پرسترویکا الگو:Нет АИ 2 دبیر اول کمیته مرکزی حزب کمونیست قهار محکموف به عنوان رئیس شورای عالی جمهوری سوسیالیستی شوروی تاجیکستان و سپس به عنوان رئیس جمهور تازه تأسیس جمهوری سوسیالیستی شوروی تاجیکستان انتخاب شد. بدین ترتیب، او رهبر جمهوری سوسیالیستی شوروی تاجیکستان بود:
```
* ۱۴ دسامبر ۱۹۸۵ – ۱۲ آوریل ۱۹۹۰ به عنوان دبیر اول کمیته مرکزی حزب کمونیست تاجیکستان؛
* ۱۲ آوریل ۱۹۹۰ – ۳۰ نوامبر ۱۹۹۰ به عنوان دبیر اول کمیته مرکزی حزب کمونیست تاجیکستان – رئیس شورای عالی جمهوری سوسیالیستی شوروی تاجیکستان؛
* ۳۰ نوامبر ۱۹۹۰ – ۳۱ اوت ۱۹۹۱ به عنوان دبیر اول کمیته مرکزی حزب کمونیست تاجیکستان – رئیس جمهور جمهوری سوسیالیستی شوروی تاجیکستان.
```

بالاترین نهاد قانونگذاری جمهوری سوسیالیستی شوروی تاجیکستان، شورای عالی یک‌مجلسه بود که نمایندگان آن پس از تأیید اجباری توسط رهبری حزب کمونیست تاجیکستان، به صورت غیررقابتی برای مدت ۴ سال (از سال ۱۹۷۹ – برای ۵ سال) انتخاب می‌شدند. شورای عالی نهاد دائمی نبود، نمایندگان آن برای جلساتی چند روزه ۲–۳ بار در سال گرد هم می‌آمدند. برای انجام امور اداری روزمره، شورای عالی هیئت رئیسه‌ای دائمی را انتخاب می‌کرد که اسماً وظایف رئیس جمعی جمهوری را بر عهده داشت.

### روسای هیئت رئیسه شورای عالی جمهوری سوسیالیستی شوروی تاجیکستان
```
* 
شغدایف، موناوار
 (۱۵ ژوئیه ۱۹۳۸ – ۲۹ ژوئیه ۱۹۵۰)
* 
دادخدایف، نظارشاه
 (۲۹ ژوئیه ۱۹۵۰ – ۲۵ مه ۱۹۵۶)
* 
رحمت‌اف، میرزا رحمتویچ
 (۲۵ مه ۱۹۵۶ – ۲۸ مارس ۱۹۶۳)
* 
خالوف، محمادالله خالویچ
 (۲۹ مارس ۱۹۶۳ – ۱۷ فوریه ۱۹۸۴)
* 
پالایف، غایب‌نظر پالایویچ
 (۱۷ فوریه ۱۹۸۴ – ۱۲ آوریل ۱۹۹۰)
```

### روسای شورای عالی جمهوری سوسیالیستی شوروی تاجیکستان در سال‌های ۱۹۹۰–۱۹۹۱
تا آوریل ۱۹۹۰، رئیس شورای عالی صرفاً وظایف سخنگویی در جلسات را بر عهده داشت. در ۱۲ آوریل ۱۹۹۰، هیئت رئیسه شورای عالی جمهوری سوسیالیستی شوروی تاجیکستان منحل شد و وظایف آن به رئیس شورای عالی منتقل شد، که او را به بالاترین مقام رسمی جمهوری تبدیل کرد. با این حال، در ۳۰ نوامبر ۱۹۹۰، پست رئیس جمهور جمهوری سوسیالیستی شوروی تاجیکستان ایجاد شد و پس از آن، وظایف رئیس شورای عالی مجدداً به وظایف سخنگویی محدود شد.
```
* 
محکماف، قهار محکماویچ
 (۱۲ آوریل – ۳۰ نوامبر ۱۹۹۰)
* 
اصلانوف، قادریدین اصلانویچ
 (۳۰ نوامبر ۱۹۹۰ – ۲۳ سپتامبر ۱۹۹۱)
* 
نبی‌یف، رحمان نبی‌یف
 (۲۳ سپتامبر – ۷ اکتبر ۱۹۹۱)
```

### روسای شورای وزیران جمهوری سوسیالیستی شوروی تاجیکستان
(تا ۱۵ مارس ۱۹۴۶ — روسای شورای کمیسرهای خلق جمهوری سوسیالیستی شوروی تاجیکستان)
```
* 
میرزا عبدالقادر محی‌الدین‌اف
 (۱۹۲۵–۱۹۲۹)
* 
عبدالرحیم خواجه‌بایویچ خواجه‌بایف
 (۱۹۲۹–۱۹۳۳)
* 
آشوروف، اورومبای آشورویچ
 (۱۹۳۷)
* 
قربان‌اف، مامادالی قربانویچ
 (۱۶ سپتامبر ۱۹۳۷ – آوریل ۱۹۴۶)
* 
رسولوف، جبار رسولویچ
 (آوریل ۱۹۴۶ – ۲۶ مارس ۱۹۵۵)
* 
اولجابایف، تورسونبای اولجابایویچ
 (۲۶ مارس ۱۹۵۵ – ۲۵ مه ۱۹۵۶)
* 
دادخدایف، نظارشاه
 (۲۵ مه ۱۹۵۶ – ۱۳ آوریل ۱۹۶۱)
* 
قهاروف، عبدالاحد قهارویچ
 (۱۳ آوریل ۱۹۶۱ – ۲۰ ژوئیه ۱۹۷۳)
* 
نبی‌یف، رحمان نبی‌یف
 (۲۰ ژوئیه ۱۹۷۳ – ۲۰ آوریل ۱۹۸۲)
* 
محکماف، قهار محکماویچ
 (۲۰ آوریل ۱۹۸۲ – ۴ ژانویه ۱۹۸۶)
* 
حیایف، عزت‌الله حیایویچ
 (۴ ژانویه ۱۹۸۶ – ۳۰ نوامبر ۱۹۹۰)
* 
میرزویف، اکبر میرزویچ
 (۳۰ نوامبر ۱۹۹۰ – ۲۵ ژوئن ۱۹۹۱)
```

## تقسیمات اداری
```
  در دوره‌های مختلف، جمهوری شامل موارد زیر بود:
```

- استان خودمختار بدخشان کوهستانی،
- استان گرم (۲۷ اکتبر ۱۹۳۹ – ۲۴ اوت ۱۹۵۵)،
- استان کولاب (۲۷ اکتبر ۱۹۳۹ – ۲۴ اوت ۱۹۵۵، ۲۹ دسامبر ۱۹۷۳ – ۸ سپتامبر ۱۹۸۸، از ۲۴ ژانویه ۱۹۹۰)،
- استان قرغان‌تپه (۷ ژانویه ۱۹۴۴ – ۲۳ ژانویه ۱۹۴۷، ۴ آوریل ۱۹۷۷ – ۸ سپتامبر ۱۹۸۸، از ۲۴ ژانویه ۱۹۹۰)،
- استان لنین‌آباد (۲۷ اکتبر ۱۹۳۹ – ۲۸ مارس ۱۹۶۲، از ۲۳ دسامبر ۱۹۷۰)، اکنون — استان سغد،
- استان استالین‌آباد (۲۷ اکتبر ۱۹۳۹ – ۱۰ آوریل ۱۹۵۱)،
- استان اورا-تپه (۱۹ ژانویه ۱۹۴۵ – ۲۳ ژانویه ۱۹۴۷)،
- استان ختلان (۸ سپتامبر ۱۹۸۸ – ۲۴ ژانویه ۱۹۹۰).

علاوه بر این، ۸ ناحیه با подчинение مرکزی، شهرهای دوشنبه و نورک.

## ارتش
تاجیکستان تنها جمهوری آسیای مرکزی بود که ارتش جداگانه‌ای در نیروهای مسلح اتحاد جماهیر شوروی تشکیل نداد. جایگزین آن واحدهای وزارت دفاع شوروی و همچنین نیروهای تحت فرماندهی ناحیه نظامی ترکستان (TurkVO) و ناحیه نظامی آسیای میانه (SAVO) در ازبکستان و قزاقستان همسایه بودند. در اوایل دهه ۱۹۹۰، ارتش کوچکترین ارتش در اتحاد بود و در آن روس‌ها بیشتر از تاجیک‌های بومی بودند. ارتش نتوانست به طور مؤثر از رژیم محافظت کند، که در جریان ناآرامی‌های گسترده در دوشنبه در سال ۱۹۹۰ ثابت شد. در آنجا یک گروه بزرگ از مرزبانان شوروی وجود داشت که توسط روس‌های مستقر در مسکو فرماندهی می‌شدند و سربازان وظیفه تاجیک قومی آنها را فرماندهی می‌کردند. هنگامی که TurkVO در ژوئن ۱۹۹۲ منحل شد، پرسنل آن بین تاجیکستان و ۴ جمهوری دیگر آسیای مرکزی توزیع شدند.
در جمهوری سوسیالیستی شوروی تاجیکستان نیز وزارت امور داخلی و نیروهای داخلی خود را داشت که یک واحد جمهوری مستقل از وزارت امور داخلی اتحاد جماهیر شوروی بود.

## نامگذاری
نام تاجیک به نام یک قبیله پیش از اسلام اشاره دارد که پیش از قرن هفتم میلادی وجود داشته است. بر اساس مطالعه کشوری تاجیکستان در سال ۱۹۹۷ توسط کتابخانه کنگره، به دلیل "درگیری در مناقشات سیاسی قرن بیستم در مورد اینکه آیا مردمان ترک یا ایرانی ساکنان اصلی آسیای مرکزی بودند"، تعیین قطعی ریشه های واژه "تاجیک" دشوار است.
نام این کشور اغلب در دوران دوران شوروی در زبان انگلیسی "Tadzhikistan" نوشته می شد، زیرا مستقیماً از املای روسی "Таджикистан" گرفته شده بود، که در آن حروف 'дж' صدای 'j' تولید می کنند.
| تاریخ         | نام                               |
| ------------- | --------------------------------- |
| ۵ دسامبر ۱۹۲۹ | جمهوری سوسیالیستی شوروی تاجیکستان |
| ۵ دسامبر ۱۹۳۶ | جمهوری سوسیالیستی شوروی تاجیکستان |
| ۳۱ اوت ۱۹۹۱   | جمهوری تاجیکستان                  |

## سیاست
تاجیکستان، مانند تمام جمهوری‌های دیگر در اتحاد جماهیر شوروی، رسماً یک جمهوری شوروی بود که توسط شاخه جمهوری‌خواه تاجیک در درون حزب کمونیست اتحاد جماهیر شوروی در تمام ارگان‌های دولتی، سیاسی و اجتماعی اداره می‌شد. شورای عالی یک تک‌مجلسی قوه مقننه جمهوری بود که ریاست آن را یک رئیس بر عهده داشت و بر هر دو شاخه اجرایی و قضایی برتری داشت و اعضای آن در ساختمان شورای عالی در دوشنبه تشکیل جلسه می‌دادند. از زمان استقلال در سال ۱۹۹۱، این ساختار تک‌مجلسی را حفظ کرد تا اینکه در سال ۱۹۹۹ با استفاده از نظام ریاستی جای خود را به یک نظام دو مجلسی داد. ساختار دولت جمهوری مشابه ساختارهای سایر جمهوری‌ها بود.

## اقتصاد

### صنعت
صنایع سبک و صنایع غذایی بیش از ۶۰ درصد تولید صنعتی را تشکیل می‌دادند. شاخه‌های اصلی صنایع سنگین عبارت بودند از نیروی برق، معدنکاری، متالورژی غیرآهنی، ماشین‌سازی، فلزکاری و صنعت مصالح ساختمانی. اساس تولید برق را نیروگاه‌های برق‌آبی تشکیل می‌دادند. فعالیت‌های معدنی بر استخراج زغال سنگ قهوه‌ای و نفت و گاز طبیعی متمرکز بود. صنایع فلزات غیرآهنی شامل یک کارخانه آلومینیوم در تورسون‌زاده و یک کارخانه هیدرومتالورژی در اسفره بود. قطب بخش مهندسی در دوشنبه قرار داشت و ماشین‌آلات سیم‌پیچی، ماشین‌آلات کشاورزی، تجهیزات برای بنگاه‌های تجاری و پذیرایی عمومی، منسوجات، تجهیزات روشنایی و سیم‌کشی، ترانسفورماتورها، یخچال‌های خانگی و کابل‌ها، از جمله محصولات دیگر، تولید می‌کرد. کارخانه‌های صنایع شیمیایی شامل یک کارخانه کود نیتروژن در قرغان‌تپه، محصولات الکتروشیمیایی در یاوان و پلاستیک در دوشنبه بود. شاخه‌های اصلی صنایع سبک، پنبه پاک‌کنی، ابریشم و قالیبافی بودند. صنعت غذا تا حدی شامل صنایع کنسرو میوه، روغن‌های گیاهی و چربی بود.

### کشاورزی
در سال ۱۹۸۶، ۲۹۹ مزرعه دولتی و ۱۵۷ مزرعه اشتراکی در کشور وجود داشت. زمین‌های کشاورزی تعیین‌شده به ۴٫۲ میلیون هکتار (۱۰ میلیون جریب) می‌رسید.
به دلیل کارهای بزرگ آبیاری در منطقه زمین‌های آبیاری شده، در سال ۱۹۸۶ به ۶۶۲ هزار هکتار رسید. کشاورزی حدود ۶۵ درصد از تولید ناخالص کشاورزی را تأمین می‌کرد. شاخه پیشرو کشاورزی پنبه بود (جمع‌آوری ۹۲۲ هزار تن پنبه در سال ۱۹۸۶)، که در دره‌های فرغانه، وخش و حصار توسعه یافته بود. تاجیکستان پایگاه اصلی کشور برای تولید پنبه الیاف بلند بود. توتون، شمعدانی، کتان - کودریاشوف، کنجد نیز کشت می‌شدند. حدود ۲۰ درصد از محصولات زیر کشت غلات بودند (برداشت ناخالص غلات - ۲۴۶ هزار تن در سال ۱۹۸۶). سبزیجات و خربزه نیز کشت می‌شدند. میوه (از جمله مرکبات) و انگور نیز توسعه یافته بود. گوسفند گوشتی و پشمی و گاو گوشتی و شیری نیز پرورش داده می‌شدند. دامپروری (در سال ۱۹۸۷، به میلیون): گاو - ۱٫۴ (شامل گاوهای شیرده - ۰٫۶)، گوسفند و بز - ۳٫۲. ابریشم‌پروری.

## حمل و نقل
طول بهره‌برداری (در سال ۱۹۸۶):
- راه‌آهن – ۴۷۰ کیلومتر
- جاده‌ها – ۱۳٬۲۰۰ کیلومتر (شامل جاده‌های آسفالت‌شده – ۱۱٬۶۰۰ کیلومتر)
- فرودگاه‌ها

تاجیکستان از طریق خطوط لوله گاز از کلیف به دوشنبه و از میادین گازی محلی از ازبکستان و افغانستان گاز دریافت می‌کند.